# Photostomias liemi
Photostomias liemi — вид голкоротоподібних риб родини Стомієві (Stomiidae).

## Опис
Тіло сягає 14,3 см завдовжки.

## Поширення
Морський батипелагічний вид, мешкає у тропічних та субтропічних водах на сході Індійського океану та заході Тихого океану. Здійснює вертикальні міграції від поверхні моря до 4000 м глибини.